# Монголия
Монголия (на монголски: Монгол Улс; до 1992 г. Монголска народна република) е държава в Източна Азия (в Централна Азия според международната дефиниция на Организацията на обединените нации за образование, наука и култура, ЮНЕСКО), граничеща с Русия на север и с Китай на юг. Тя е център на Монголската империя от 13 век, но през 17 век е завладяна от Китай и получава независимост през 1921 с Монголската народна революция извършена със съдействието на Съветска Русия. Повечето жители са монголци, като 30% от тях са традиционни пастири-номади. Основната религия е тибетски будизъм, но древният шаманистичен тенгризъм все още се практикува. Площта ѝ е 1 559 411 км², от които 1 552 706 км² суша и 6705 км² водна площ.

## История
През 13 век Монголия е център на Монголската империя – най-голямата в световната история. След повече от век величие империята запада, поради вътрешните феодални борби. Това позволява на манджурите да завладеят Вътрешна Монголия през 1636 г. и да подчинят останалата част от страната – Външна Монголия през 1691. Двете Монголии обявяват независимост през 1911., но само Външна Монголия успява, с руска помощ. След Октомврийската революция в Русия китайската армия отново я окупира през 1919, но попада между Бялата и Червената армия, които пренасят Руската гражданска война в монголските земи и я изтласкват през 1921. През 1924 е създадена Монголската народна република, а страната става втората комунистическа държава в света след СССР. Това сближава още повече двете държави. Политиците, които искат по-независим курс на развитие, като Бодо и Дандзан, са екзекутирани. През 1928 г. Хорлоогийн Чойбалсан идва на власт. През 1937 г. се извършва насилствена колективизация, чистки, разрушават се будистките манастири. Загиват над 10 000 души.
По време на Втората световна война СССР защитава Монголия от Япония в Битката при Халхин Гол. Монголската армия взима участие в защитата на Вътрешна Монголия през август 1945 г. (виж Операция Августовска буря). Опасността монголската войска да завладее части от Вътрешна Монголия кара Китай да признае независимостта на Външна Монголия, при условие, че ще се проведе референдум. Той се състои на 20 октомври 1945 г., като 100% от гласувалите са за независимост. След провъзгласяването на Народна република Китай, двете държави взаимно се признават на 6 октомври 1949 г.
След смъртта на Чойбалсан в Москва на 26 януари 1952 г., неговото място е заето от
Юмжагийн Цеденбал. През периода 1956 – 1962 г. се извършва колективизация, култът към личността на Чойбалсан е забранен.
Монголия продължава да се сближава със Съветския съюз, особено след скъсването на съветско – китайските отношения в края на 1950-те. Докато Цеденбал е на посещение в Москва през август 1984 г., парламентът обявява неговото оттегляне и го заменя с Жамбин Батмунх, който ставайки Генерален секретар на ЦК на МНРП и Председател на Президиума на Великия народен хурал назначава за министър-председател на МНР Думаагийн Содном – негов политически съратник.
През 1990 г. Монголската народна революционна партия (МНРП) в лицето на новия си Генерален секретар на ЦК Пунсалмаагийн Очирбат, който става и президент на страната и който въпреки че е от консервативните кръгове на МНРП и назначава още по-консервативния Шаравин Гунгадорж – дотогавашен зам.-председател на Министерския съвет и министър на земеделието и хранителната промишленост (1986 – 1990) за министър-председател, реформира контрола над правителството, като създава многопартийна система, запазвайки си контрола върху властта, но подготвя пътя за нова конституция, която през 1992 г. преименува Народната република на Монголия и провъзгласява страната за парламентарна президентска държава, като официалните празници, както и други елементи на властта остават да съществуват.

## География
Централната част на Монголия е заета от платото Хентей. В южната част се намира пустинята Гоби, докато северната и западната са предимно планински райони. Най-висок връх е Мунх Хайран Ула (4362 м.) в планината Монголски Алтай. Главните реки са Селенга, Керулен, Дзабхан, Кобдо. Езерата са Хубсугул, Хигрис Нур, Увс Нур и др. Климатът е умерен, рязко континентален, със сурова зима и сухо и горещо лято. Средната температура за януари е от −35 °C до −10 °C; за юли от 15 °C до 26 °C. Улан Батор е най-студената столица в света. Валежите са от 100 мм до 200 мм, за планините 500 мм. Около 2/3 от територията на страната е разположена в безотточна област. Растителността е предимно в сухите степи, пустинна и полупустинна; в планините – степна и лесостепна (само 9% от територията ѝ е заета от гори).

## Държавно устройство
Монголия е република с парламентарна форма на управление, начело с президент, избиран за 4 години.
Висшият законодателен орган е Великият държавен Хурал от 76 членове, избирани за 4 години.
Изпълнителния орган е правителството, начело с министър-председател.
До 27 юни 2004 г. доминиращата партия е Монголската народна революционна партия (МНРП). В опозиция е Демократичната партия (ДП), която ръководи управляващата коалиция от 1996 г. до 2000 г. От 2000 г. до 2004 г. управлява МНРП, но изборите през 2004 г. определят страната да се управлява от коалиция между МНРП и ДДК (Държавна демократична коалиция).

### Въоръжени сили
Монголия разполага с малки въоръжени сили с обща численост 9100 души, включващи сухопътни войски и военновъздушни сили. Традиционният доставчик на оръжия СССР е заменен с Русия, която продължава да поддържа много добри отношения с Монголия. Оръжия се внасят и от Китай. В Монголия има наборна служба. Монголски войски са участвали в мироопазващи мисии в Сиера Леоне, Косово, Либерия, Ирак и Западна Сахара. Въпреки малкия си размер монголската армия разполага с голямо количество оръжия – 400 танка, 1100 артилерийски оръжия, 800 бронирани бойни машини, 450 зенитно-артилерийски и зенитно-ракетни комплекси (предимно мобилни), около 40 изтребителя (повечето обаче не са в летателно състояние) и 14 бойни вертолета. Монголия насочва усилията си към модернизация на армията.

### Дипломатически мисии
- 2010 – Церендорж Ганхуяг
- 2005 – 2010 – Бадамдорж Батхишиг
- 2013 – Лхамсуренгийн Дугержав

## Административно деление
Монголия е разделена на 21 аймака (области), като град Улан Батор е приравнен към отделен аймак:
- Архангай
- Баян Йолгий
- Баянхонгор
- Булган
- Гови Алтай
- Гови Сумбер
- Дархан Ул
- Дорно Гови
- Дорнод
- Дунд Гови
- Завхан
- Йовьорхангай
- Йомньо Гови
- Орхон
- Селенге
- Сухе Батор
- Тьов
- Увс
- Улан Батор
- Хентий
- Ховд
- Хьовсгьол

Най-големи градове са: Улан Батор (1050 хил.ж.), Ерденет (83 хил.ж.), Дархан (74 хил.ж.), Чойбалсан (40 хил.ж.)

## Население
Населението на Монголия през 2008 година е 2 996 100 души, от които 94,9% – монголци. Казахите са 5%, а останалите 0,1% са други етнически групи (предимно руснаци и китайци). Гъстотата на населението е 1,96 д/кв.км.

### Езици
Държавният език на Монголия, халха-монголският, принадлежи към Монголското езиково семейство. Сродни езици са например бурятският език и калмикският езици. Стандартизираната му форма се е развила през последните десетилетия въз основа на няколко диалекта – главно на базата на диалектите на аймаките Баян Йолгий, Увс и Ховд в западната част на страната.
На халха-монголски език говори над 95% от населението на страната.
Днес халха-монголският език се пише основно на разширена кирилица (вж. монголска кирилица и монголска писменост); преди това се е пишел на старомонголска азбука, която сега се използва много рядко, въпреки че се изучава в монголските училища от шести клас нататък. През 2020 г. обаче монголското правителство обявява, че до 2025 г. ще премине към използване както на кирилицата, така и на старомонголската писменост в официалните документи.

## Икономика
Основата на монголската икономика е селското стопанство – главно животновъдство. Отглеждат се овце (17 млн.), кози (18 млн.), едър рогат добитък и якове (2,4 млн.), коне (2,2 млн.), камили (0,3 млн.), елени, свине, птици, диви животни с ценни кожи. Развива се и земеделие – зърнени (115 хил.т.), бобови, картофи, плодове, зеленчуци. Страната е богата на полезни изкопаеми – въглища, уран, злато, сребро, мед, молибден, желязна руда, скъпоценни камъни и др., разработката на които предстои. Промишлеността е представена от предприятия на хранително – вкусовата промишленост, обработка на кожи, шивашка и др.
Транспорт: шосета – 49 хил. км, от които 2 хил. км са асфалтирани, жп линии – 1815 км. Международно летище – Улан Батор.
В началото на 21 век страната получава завишен инвестиционен интерес поради откритите залежи от ценни метали и уран.

## Култура
Културата на Монголия може да се определи като еднородна.
Националния празник е Денят на революцията, известен също като Наадам, с който се отбелязва годишнината от монголската независимост на 11 юли.
Храната на хората зависи от региона, в който живеят. На юг се консумира овнешко и камилско месо, също така камилски млечни продукти. В планините се консумира говеждо месо. В столицата има по-широк избор на храни. Повечето от тях се внасят. Зеленчуците са нови в монголския начин на хранене.
Виж също Музика на Монголия

## Други
- Монголска народна република
- Почетен Консул на Република Монголия Архив на оригинала от 2008-01-01 в Wayback Machine.
- Комуникации в Монголия
- Транспорт в Монголия
- Въоръжени сили на Монголия
- Външна политика на Монголия